# Jarosław Lato
Jarosław Lato (Świdnica, 17 de junio de 1977) es un futbolista polaco. 
Ha jugado en los equipos de Stal Świdnica, Lechia Dzierżoniów, Śląsk Wrocław, RKS Radomsko, Widzew Łódź, Groclin Grodzisk Wielkopolski, Polonia Varsovia, Jagiellonia Białystok, Polonia/Sparta Świdnica. Debutó en la Primera División (entonces I liga) con el Śląsk Wrocław.

## Palmarés

### Groclin Grodzisk Wielkopolski
- Copa de Polonia (1) : 2006/07
- Copa de la liga de Polonia (2) : 2007, 2008

### Jagiellonia Białystok
- Copa de Polonia (1) : 2009/10
- Supercopa polaca de fútbol (1) : 2010